# Aoteatilia acicula
Aoteatilia acicula är en snäckart som först beskrevs av Suter 1908.  Aoteatilia acicula ingår i släktet Aoteatilia och familjen Columbellidae. Inga underarter finns listade i Catalogue of Life.